# Josep Ballester
Josep Ballester i Roca, né à Alzira (province de Valence) le 28 août 1961, est un écrivain, poète et philologue espagnol d’expression catalane.

## Biographie
En 1986, il joue un rôle important dans la fondation d'Edicions Bromera, maison d'édition d'Alzira dédiée à la publication de livres en valencien et l'un des principaux éditeurs de la Communauté valencienne.

## Œuvre

### Études littéraires
- Joan Fuster, 1990[1]
- La poesia catalana de postguerra al País Valencià, 1991[1]
- Temps de quarantena. Cultura i societat a la postguerra (1939-59), 1992[1]
- L’agitació de l’escriptura. Aproximació a l’obra de Joan Fuster, 2003[1]

### Romans
- La mirada de Xahrazad, 2006
- El col·leccionista de fades, 2008 (XXe prix du roman ville d'Alzira)[1]

### Poésies
- Passadís voraç de silenci, 1985
- Foc al celler, 1988
- Oasi, 1989
- Tatuatge, 1989
- Tàlem, 1992
- L'holandès errant, 1994
- La mar, 1997
- Els ulls al cel i l'ànima al mar, 2004
- L'odi, 2005
- Les muses inquietants. Antologia 1982-2006, 2007
- Diversos i dispersos versos conversos i perversos dels universos, 2013
- A la intempèrie, 2017 (prix de poésie ville d’Alzira)[1]